# Doyogena
Doyogena (aussi Doyo Gena ou Doya Gena) est l'un des woredas de la Région des nations, nationalités et peuples du Sud de Éthiopie transférés dans la région Éthiopie du Centre en 2023. Situé dans la zone Kembata, ce district est bordé au sud par Kacha Bira, à l'ouest et au nord par la zone Hadiya et à l'est par Angacha. Il s'est séparé anciennement de son voisin Angacha et porte le nom de son chef-lieu, la ville de Doyogena, qui est sa principale agglomération.

## Données démographiques
Sur la base du recensement de 2007 mené par l'agence centrale de la statistique (Éthiopie), ce district compte 78 634 habitants dont 6 722 citadins, soit 9 % de sa population. Environ 82 % des habitants sont protestants, 11 % sont catholiques et 6 % sont orthodoxes.
En 2022, sa population est estimée à 111 623 personnes avec une densité de population de 855 personnes par km2 et 131 km2 de superficie,.

## Chef-lieu
La ville de Doyogena, ou Doyo Gena, est la seule ville recensée dans le district.
Elle a 6 722 habitant en 2007 et se trouve 25 km au sud d'Hosaena sur la route en direction de Wolayta Sodo. Elle n'est qu'à une vingtaine de kilomètres au nord-ouest de Durame à vol d'oiseau mais à 34 km par la route.